# Overbeck (Schermbeck)
Overbeck ist ein Ortsteil der Gemeinde Schermbeck im nordrhein-westfälischen Kreis Wesel.

## Geographische Lage

Lage von Overbeck in Schermbeck

Overbeck liegt fünf Kilometer nördlich vom Kernort Schermbeck westlich Landesstraße 607. Begrenzt wird der Ortsteil im Westen von Dämmerwald und Bricht, im Norden von Erle, im Osten von Altschermbeck und im Süden von Schermbeck-Mitte. Das gesamte Ortsgebiet ist Teil des Naturparks Hohe Mark-Westmünsterland. Die Naturschutzgebiete Dämmerwald im Westen und Lichtenhagen (sowohl zu Overbeck als auch zu Bricht gehörend) im Südwesten grenzen an Overbeck.

## Geschichte
In Overbeck befand sich die älteste in Schermbeck noch existierende Ziegel- und Tonwarenproduktionsstätte, die Firma Menting. Sie wurde im Jahre 1822 für die Herstellung von Feldbrandsteinen errichtet. Seit 1837 wurden Tondachziegel und Drainagerohre gefertigt. Seit 1926 produzieren die Dachziegelwerke Nelskamp im kleinsten Ortsteil Schermbecks. Bis Ende 1974 war Overbeck eine selbständige Gemeinde im Amt Schermbeck, Kreis Rees. Am 1. Januar 1975 kommt es im Rahmen der Neugliederung in Nordrhein-Westfalen zum Zusammenschluss der Gemeinden Schermbeck, Altschermbeck, Bricht, Damm, Dämmerwald, Gahlen, Overbeck und Weselerwald zur Gemeinde Schermbeck. Ein Teil der ehemaligen Gemeinde mit damals 144 Einwohnern, die auf 2,49 km² lebten, wurde nach Raesfeld umgegliedert.

### Bevölkerungsentwicklung
Gemeinde Overbeck
- 1910: 217[4]
- 1931: 211[5]
- 1961: 349[2]
- 1970: 305[2]
- 1974: 309[3]

Teil der Gemeinde Overbeck, der seit 1975 zur Gemeinde Schermbeck gehört
- 1961: 187[2]
- 1970: 156[2]
- 1974: 165[3]

Ortsteil Overbeck
- 2005: 186

## Bildung und Sport
In Overbeck gibt es keine Schule. Es gibt einen Trachtenschützenverein.